# Lawrence A. Molnar
Lawrence A. (Larry) Molnar (né à Buffalo en 1959) est un astronome américain.

## Biographie
Il a obtenu une licence en astronomie à l'Université du Michigan en 1980, suivi d'un M.A. et d'un Ph.D. à la suite à l'Université Harvard respectivement en 1981 et 1985. Après avoir travaillé au centre Harvard-Smithsonian pour l'astrophysique, il est devenu professeur-assistant à l'Université de l'Iowa. Depuis 1998 il est professeur au Calvin College.
Le Centre des planètes mineures le crédite de la découverte de quatre-vingt-neuf astéroïdes, effectuée entre 2004 et 2013.
L'astéroïde (8245) Molnar a été nommé en son honneur.
| (129099) Spoelhof | 12 mars 2004      |
| (134244) De Young | 6 janvier 2006    |
| (145475) Rehoboth | 12 octobre 2005   |
| (155083) Banneker | 30 septembre 2005 |
| (228110) Eudore   | 7 octobre 2008    |